# Joseph Carl Breil
Pour les articles homonymes, voir Breil.
Joseph Carl Breil est un compositeur américain né le 29 juin 1870 à Pittsburgh, Pennsylvanie (États-Unis), décédé le 24 janvier 1926 à Los Angeles (Californie).

## Filmographie
- 1912 : La Reine Élisabeth (Les Amours de la reine Élisabeth)
- 1915 : Naissance d'une nation (The Birth of a Nation)
- 1915 : Double Trouble
- 1916 : Intolérance (Intolerance: Love's Struggle Throughout the Ages)
- 1918 : The Birth of a Race
- 1923 : La Déesse rouge (The Green Goddess)
- 1923 : La Rose blanche (The White Rose)
- 1923 : The White Sister (Dans les laves du Vésuve)
- 1924 : The Dramatic Life of Abraham Lincoln
- 1924 : Pour l'indépendance (America)